# Batrachoseps regius
Batrachoseps regius (tên tiếng Anh: Kings River Slender Salamander) là một loài kỳ giông trong họ Plethodontidae. Nó là loài đặc hữu của California, ở Fresno County ở miền tây Hoa Kỳ.

## Phân bố
This salamander is đặc hữu của a location in the lower watershed of the Kings River at elevations from 335–340 mét (1.099–1.115 ft), và the Summit Meadow location at 2.470 mét (8.100 ft) ở Vườn quốc gia Kings Canyon, all ở miền tây Sierra Nevada.
Các môi trường sống tự nhiên của chúng là the temperate Kings River riparian và interior chaparral và woodlands, và the Summit Meadow temperate coniferous forests.

## Conservation
Known from only the two locations, it là một Sách Đỏ IUCN Vulnerable species.